# Марк Вальтух
Марк Вальтух (італ. Marco Wahltuch; 1830, Одеса — 27 січня 1901, Піза) — італійський драматург, публіцист та перекладач єврейського походження. Брат Адольфа Вальтуха.

## Кар'єра
Вивчивши італійську мову, більшу частину життя прожив в Італії — в Анконі, Неаполі, Флоренції, Ліворно та Пізі. Літературну діяльність почав із публікації в Одесі збірки поезій Олександра Пушкіна у своєму перекладі італійською — «Поезія О. Пушкіна» (італ. Poesie di A. Puschkin; 1855).
Опублікував серію віршованих драм італійською мовою на біблійні теми: «Авесалом» (італ. Assalonne; 1857), «Самсон» (італ. Sansone; 1859), «Їфтах» (італ. Jefte; 1862) та «Іов» (італ. Giobbe; 1872).
Одночасно захопився спіритуалізмом, випустив кілька книг відповідного змісту:
- «Психографія, або Опис душі на розумних підставах, якому передує новий погляд на деякі основні моменти об'єктивної філософії» (італ. «Psicografia, Ossia Descrizione dell' Anima con Segni Sensibili, Preceduta da una Nuova Veduta Sopra Alcuni Punti Cardinali della Filosofia Obiettiva»; 1870)
- «Людська душа в її східній, земній та майбутній стадіях» (італ. «L'Anima Umana nel Suo Stadio Oriundo, Terrestre e Futuro»; 1875)
- «Загальна антропобіотика: життя тіла і душі в здоровому, нездоровому та одужаному стані» (італ. «Antropobiotica Generale, Ossia la Vita dell' Anima e del Corpo nella Condizione Sana, Inferma, e Convalescente»; 1879)
- «Психографічна символіка» (італ. «Simbologia psicografica»; 1892)

Надрукував також памфлет «Незаперечні свідчення дурниць одного новоявленого псевдодушознавця» (італ. Prove Incontestabili delle Pazzie d'un Pseudo-Alienista Appalesate; 1887), спрямований проти Чезаре Ломброзо.